# Mülsen
Mülsen là một đô thị ở huyện Zwickau, vùng hành chính Chemnitz, bang tự do Sachsen, Đức.. Đô thị này có cự ly 6 km về phía đông bắc của Zwickau.